# 九〇式鋼盔

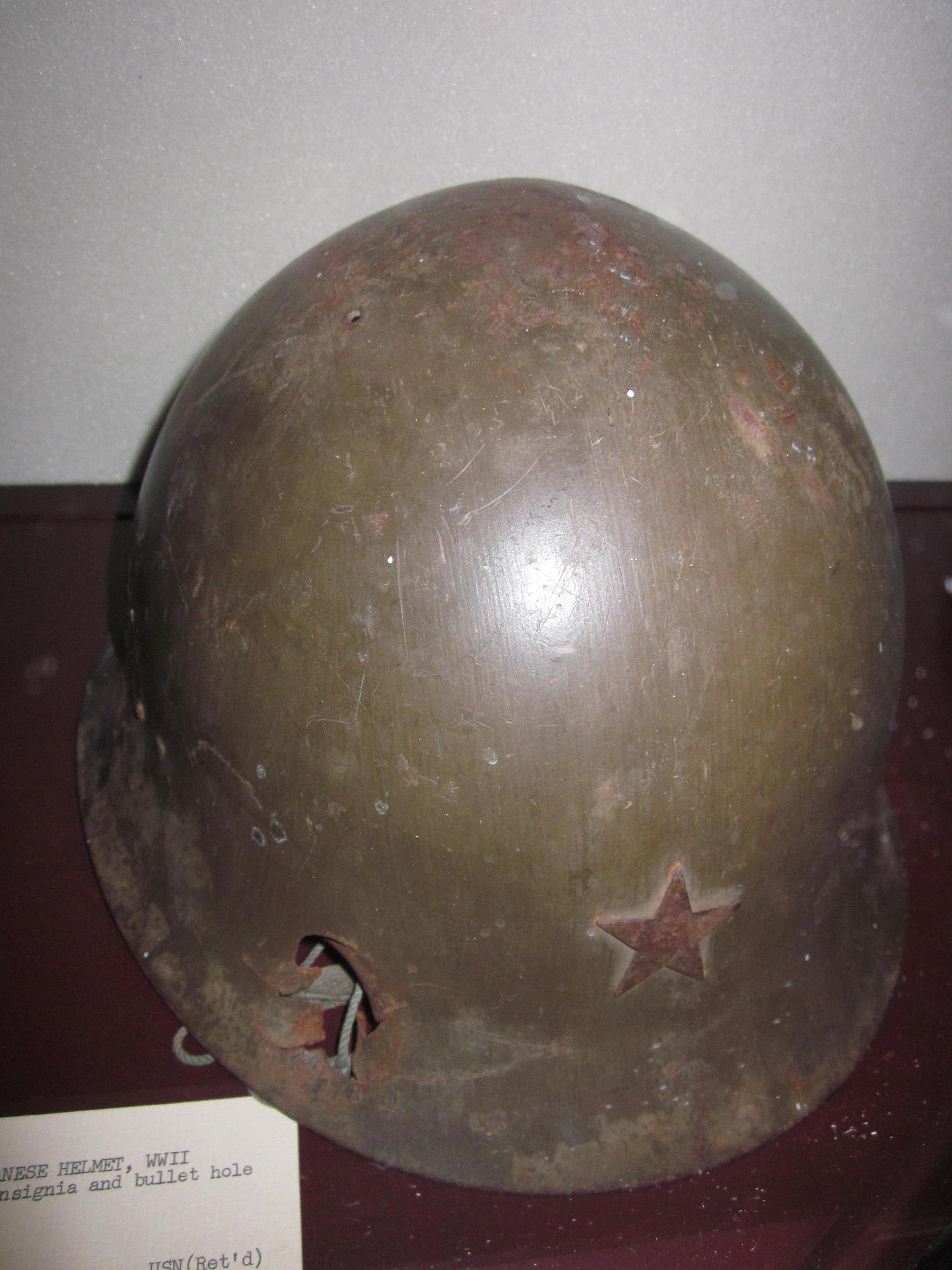
二次大戰時日軍九〇式鋼盔，圖為陸軍用，正面有五角星徽

九〇式鋼盔（日语：九〇式鉄帽）是日本在第二次世界大戰時使用的鋼盔，由於在日本皇紀2590年（1930年）用以取代1920年代配發的亞德里安樣式頭盔，故名九〇式，這種頭盔是在20世紀20年代末至20世紀30年代初開發的，並於1932年4月28日正式通過日本軍方的審查。
張鼓峰事件期間，該款頭盔是苏联紅軍的熱門戰利品，其中一些交付給部隊測試以熟悉敵方裝備，一些則轉移到博物館展示。

## 設計
其設計是把法式鋼盔加上日本傳統武士頭盔的內襯而成，即是同日本其他武器一樣採取仿造與自製混合設計，其固定方式是直接把鋼盔帶綁起來而不是如其他鋼盔般用扣環。
九〇式鋼盔的內襯設計不良，不單戴起來不夠穩固而且就算頭盔上特別開孔排出汗水與蒸氣在冬天時還是容易結霜凍傷佩帶者的頭皮，在中國南方與熱帶地區遇上下雨還會有雨水從透氣孔慎入的情況，舒適性與穩固性不如抗日戰爭裡國民革命軍使用的英式飛碟盔和德式盔，解決這類問題的方法是首先戴上軍帽然後再戴上鋼盔，即是用軍帽作為附加內襯，由於日軍軍帽可以在後方加上遮陽布，故經常可以見到日軍士兵頭戴鋼盔而頭後有遮陽布的景像（實際上也有反戴帽子用來代替垂布的用法）。
九〇式鋼盔用戶為日本陸軍和日本海軍陸戰隊，陸軍用的在正面有像徵日本陸軍的星徽而海軍用的會是貼有櫻花的船錨，陸軍星徽原本被塗成黃色(日本人稱為「金星」)，但由於後來在諾門罕戰役當中，蘇軍狙擊手專門以此黃星做瞄準點開槍射殺日軍士兵，故以後都不再塗上黃色（日本人改稱此星徽為「污星」）。

## 九〇式鋼盔在中國

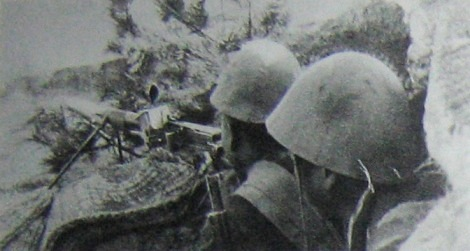
國共內戰期間，頭戴日本九〇式鋼盔的解放軍士兵

抗戰時期九〇式鋼盔由侵華日軍帶到中國戰場，而當時由中國共產黨領導的八路軍和新四軍幾乎祇戴布帽而不戴鋼盔，只能使用擄獲的九〇式鋼盔，而在二戰末期蘇軍進攻中國東北令日本關東軍繳械投降，蘇軍把這些原屬於關東軍的武器裝備幾乎都給了中共，於是中國人民解放軍終於有了能在實際意義上大量配發的護具。
中國人民解放軍的頭盔長期以來都沒有制式的配發，有擄獲自國軍的美製M1鋼盔和德製M35鋼盔、日製九〇式鋼盔甚至抗戰期間在滿州遺留的鋁質民防盔也被投入使用，但是配發品當中以日製九〇式鋼盔最多，解放軍稱它們為日式鋼盔或以其推出年份1930年而稱為30式鋼盔。九〇式鋼盔與其他各種五花八門的頭盔被一直混合使用至1980年代（而解放軍海軍則一直使用至1994年），期間還用於中越戰爭。之後以GK80鋼盔和QGK97頭盔取代。
中國人民解放軍擄獲的九〇式鋼盔，其星徽仍然保留，但被塗成紅色象徵共產主義。

## 防彈能力
九〇式鐵盔的設計主要是用於防禦手榴彈與炮彈的破片，使用的鋼材硬度高但是延展性弱，有一定機率可以擋下手槍的亞音速子彈，在一·二八事變中首次投入使用，使用結果證明其對步槍彈的防護力薄弱，有坂彈以及其他種類的泛用步槍彈都能在1,000m外擊穿，因此日軍在不久後開始就替換成防護力更高的九八式鐵帽，但是由於資源不足導致到戰爭結束時九〇式鐵盔仍然是日軍配發最廣泛的頭盔。戰後有許多國家，如泰國、中華人民共和國、北韓還有戰後初期的日本警察預備隊、海上警備隊都將其回收修改並再次當作標準裝備進行配發，有些現代頭盔的設計也受到其深遠影響，中國的GK80系列就是個例子。

## 使用國家
除了日本之外，大多為其前殖民地或是前佔領地。
- 日本
- 中华人民共和国
- 中華民國
- 泰國
- 印度尼西亞
- 越南
- 朝鮮民主主義人民共和國
- 马来西亚